# 이시하라 다카요시
이시하라 다카요시(일본어: 石原 崇兆, 1992년 11월 17일 ~ )는 일본의 축구 선수이다. 현재 J3리그의 츠바이겐 가나자와에서 뛰고 있다.

## 구단 경력
그는 2011년부터 J리그의 파지아노 오카야마, 마쓰모토 야마가 FC, 베갈타 센다이, 츠바이겐 가나자와에서 뛰었다.